# Rhizopogon villosulus
Rhizopogon villosulus är en svampart som beskrevs av Zeller 1941. Rhizopogon villosulus ingår i släktet Rhizopogon och familjen hartryfflar.   Inga underarter finns listade i Catalogue of Life.